# Hraesvelg
Hraesvelg (stnord. Hræsvelgr) je u nordijskoj mitologiji div u liku orla koji sjedi na kraju svijeta te stvara vjetar mašući svojim krilima. To spominje i Snorri Sturluson u svojoj Proznoj edi.